# Moshoeshoe I do Lesoto
Moshoeshoe I (Menkhoaneng, 1776 - Thaba Bosiu, 11 de março de 1870) foi o fundador e primeiro rei do Lesoto. Membro de um poderoso clã do povo basoto, ele foi o responsável por alianças e guerras para formar o moderno Lesoto. Considerado o "Pai da Nação".

## Biografia

### Primeiros anos
Moshoeshoe, nascido em 1776 como Leqopo (em português; Desastre), foi o primeiro filho do chefe tribal Mokhachane, membro do pequeno clã Koema, parte do poderoso clã dos Bamokoteli. Sua vila de nascimento localizava-se na região montanhosa de Menkhoaneng, atual Leribe, no Lesoto. Em sua juventude liderou campanhas de saque e invasão de tribos rivais, tendo em uma das ocasiões roubado o rebanho da tribo inimiga Ramonaheng. Foi nesta época que ele recebeu o nome de Moshoeshoe (em português; Navalha) devido á um poema afirmava "Como uma navalha, raspou todas a barba dos Ramonaheng". Com este apelido ele também afirmou que era descendente do Grande Kali, um líder mitológico do povo basoto.
Na década de 1810, os basotos foram atacados pelo remanescente Império Zulu, sob a liderança de Shaka Zulu, que incendiou aldeias e massacrou outros povos, como os basoto. Esta época é hoje conhecida como Mfecane (Tempo Dificeis). Com medo de também ser atacado, Moshoeshoe liderou sua tribo até a montanhosa região de Thaba-Bosiu. A região era conhecida miticamente por ser uma fortaleza viva, onde as montanhas aumentavam de tamanho a noite e diminuíam ao dia. Ela foi uma grande fortaleza que impediu a tribo de Mosheoshoe de ser conquistada. Com o passar do tempo várias outras tribos da região de Thaba-Bosiu foram sendo assimiladas á tribo de Moshoeshoe, formando os primeiros passos da unificação.

### Reinado, Diplomacia e Guerras
Com seu poder sob várias aldeias e pessoas, tomou uma posição comparável á de Shaka, sendo reconhecido em 1822 como Morena Moholo (Grande Rei). Moshoeshoe entrou logo em contato com os holandeses da Colônia do Cabo, que trouxeram armas e estabeleceram contatos com a colônia. Muitos grupos de missionários também vieram nesta época. Três em especial se tornaram conselheiros pessoais do rei para os assuntos com os brancos. Eugéne Casalis, Constant Gosselin e Thomas Arbouset foram os conselheiros holandeses de Moshoeshoe. Posteriormente missionários católicos vieram ao reino para pregar a religião. Estes últimos tiveram grandes influências no país. Até hoje o catolicismo romano é a religião mais praticada e oficial do Lesoto.
Entre 1835 e 1857, Eugéne Casalis foi o principal conselheiro e amigo de Moshoeshoe, ensinando-o sobre o mundo dos brancos e fazendo-o ter um melhor entendimento de seus costumes, melhorando as relações diplomaticas. Casalis também serviu como intérprete de Moshoeshoe, já tendo domínio de muitas línguas. Ele documentou a língua Basoto também.
Entre 1838 e 1868 houve guerras entre basotos e bôeres, que invadiram a região do rio Caledon e as reivindicaram como suas. Foram montadas fazendas que cada vez mais sobrepujavam o domínio de Moshoeshoe na região. As guerras foram feitas com a ajuda de Casális e armas britânicas, mas ainda sim causaram grandes estragos e massacres ao povo nativo. Os conflitos com bôeres não se limitavam a este, já que o reino também entrou em conflito com o Estado Livre de Orange em 1854. Moshoeshoe precisou fazer um tratado com os britânicos da Colônia do Cabo para auxiliarem na guerra contra os bôeres. Coisa que foi difícil já que em 1852, muitos britânicos haviam sido massacrados em Kolonyama por guerreiros sotos. A situação passada foi resolvida com a astúcia de Egéne Casalis e Moshoeshoe, que fizeram as pases com os britânicos e os mesmos ajudaram o Lesoto na guerra, terminada apenas em 1867. Neste tempo o Estado de Orange havia dominada grande parte da região ocidental do Lesoto, forçando o rei assinar um tratado de proteção com o Reino Unido. Em 1869 os limites são definidos e os britânicos dominam a região, chamando-a de Basutolândia e com o rei totalmente dependente dos europeus.

### Morte e Legado
Moshoeshoe I faleceu em 18 de março de 1870, com uma idade de mais de noventa anos. Ainda com derrotas e ter tido que pedir proteção á um povo estrangeiro. Moshoeshoe é visto como pai da nação do Lesoto, ainda muito reverenciado na atualidade, sendo o dia 18 de março conhecido como Mosheosheo Day pelo país. O maior aeroporto do país também leva seu nome.